# Belgische kwalificatie voor het Europees kampioenschap voetbal 2004
België nam van september 2002 tot oktober 2003 deel aan de kwalificatiecampagne voor het EK 2004 in Portugal, maar wist zich niet te plaatsen voor het eindtoernooi. Het was de eerste van twee onsuccesvolle kwalificatiecampagnes onder bondscoach Aimé Anthuenis. De Rode Duivels werden in hun groep derde met evenveel punten als Kroatië, het nummer twee uit de groep. Door het onderling resultaat mocht Kroatië en niet België deelnemen aan de barragewedstrijden.

## Kwalificatie
België begon op 7 september 2004 voor eigen volk aan de EK-kwalificatiecampagne. Het was de tweede interland onder bondscoach Aimé Anthuenis. De Rode Duivels kregen Bulgarije op bezoek. De Oost-Europeanen kozen voor snel countervoetbal en wonnen met 0-2 dankzij doelpunten van Zoran Janković en Stilijan Petrov.
Een maand later liet Anthuenis de 21-jarige Thomas Buffel debuteren tegen Andorra. De aanvallende middenvelder moest in de toekomst samen met spitsen Wesley Sonck en Emile Mpenza de aanvalsdriehoek van de nationale ploeg vormen. In zijn eerste interland wist hij meteen te scoren, maar zijn doelpunt werd afgekeurd wegens buitenspel. Uiteindelijk won België met 0-1 na een doelpunt van Sonck in de 62e minuut.
Vier dagen later volgde opnieuw een uitwedstrijd. België nam het op tegen Estland en won opnieuw met het kleinste verschil dankzij een doelpunt van Sonck. Reeds in de tweede minuut van de wedstrijd legde hij de eindscore vast. Een dag voor de wedstrijd hadden spelers op het veld een sneeuwballengevecht gehouden met de pers, tot grote ergernis van de Estse bondsvoorzitter Alvar Pohlak.
In maart 2003 gingen de Belgen op bezoek bij Kroatië. Het land was samen met Bulgarije de grootste concurrent voor groepswinst. Door de blessures van doelmannen Geert De Vlieger en Frédéric Herpoel maakte Francky Vandendriessche zijn debuut voor de nationale ploeg. Het duel eindigde in een zware nederlaag voor het elftal van Anthuenis. Het werd 4-0 na doelpunten van Darijo Srna, Dado Pršo, Tomislav Marić en Jerko Leko. Vandendriessche, die bij zijn debuut vier doelpunten slikte, kwam nadien nooit meer in actie voor de Rode Duivels.
Drie maanden later speelde België voor de vierde keer op rij op verplaatsing. De Rode Duivels namen het voor de tweede in de kwalificatiecampagne op tegen Bulgarije, dat ook leider was in de groep. Het werd 2-2 dankzij een eigen doelpunt van de Bulgaarse middenvelder Stilijan Petrov, die in de vorige confrontatie met België gescoord had, en een goal van Philippe Clement. Tijdens het duel claimde België een strafschop voor een overtreding op Mbo Mpenza, maar de Italiaanse scheidsrechter Pierluigi Collina gaf geen krimp. Door het gelijkspel belandde België op de vierde plaats in de groep.
Na de vier opeenvolgende uitwedstrijden stonden er drie thuisduels op het programma. De eerste thuiswedstrijd, tegen Andorra, vond plaats in het Jules Ottenstadion. De Rode Duivels wonnen makkelijk met 3-0 na goals van Bart Goor (2x) en Sonck. Drie maanden later, in september 2003, kwam Kroatië op bezoek. België, dat de heenwedstrijd met 4-0 had verloren, stond voor een zware opdracht. Het won uiteindelijk met 2-1 dankzij twee doelpunten van Sonck.
Op 11 oktober 2003 speelden de Duivels hun laatste kwalificatiewedstrijd. Het elftal van Anthuenis moest zelf winnen en hopen op een zege van leider Bulgarije op Kroatië om zeker te zijn van de tweede plaats in de groep. België won voor eigen volk met 2-0 van Estland. Een eigen doelpunt van Ott Reinumäe opende de score. Nadien diepte Buffel de voorsprong verder uit. De zege was echter niet voldoende om barragewedstrijden af te dwingen. Kroatië won op de slotspeeldag met 1-0 van Bulgarije, waardoor het evenveel punten verzamelde als België. Door het onderling resultaat mochten de Kroaten ten koste van België deelnemen aan de barragewedstrijden.
Ondanks de mislukte kwalificatiecampagne behield de KBVB het vertrouwen in bondscoach Anthuenis. Hij mocht de Rode Duivels ook leiden tijdens de kwalificatiecampagne voor het WK 2006.

### Kwalificatieduels
| 7 september 2002  | België    | 0 – 2 | Bulgarije |
| 12 oktober 2002   | Andorra   | 0 – 1 | België    |
| 16 oktober 2002   | Estland   | 0 – 1 | België    |
| 29 maart 2003     | Kroatië   | 4 – 0 | België    |
| 7 juni 2003       | Bulgarije | 2 – 2 | België    |
| 11 juni 2003      | België    | 3 – 0 | Andorra   |
| 10 september 2003 | België    | 2 – 1 | Kroatië   |
| 11 oktober 2003   | België    | 2 – 0 | Estland   |

### Stand groep 8
| Land      | GW | W | G | V | DV | DT | +/- | Ptn |
| --------- | -- | - | - | - | -- | -- | --- | --- |
| Bulgarije | 8  | 5 | 2 | 1 | 13 | 4  | +9  | 17  |
| Kroatië   | 8  | 5 | 1 | 2 | 12 | 4  | +8  | 16  |
| België    | 8  | 5 | 1 | 2 | 11 | 9  | +2  | 16  |
| Estland   | 8  | 2 | 2 | 4 | 4  | 6  | -2  | 8   |
| Andorra   | 8  | 0 | 0 | 8 | 1  | 18 | -17 | 0   |

## Technische staf
| Naam            | Functie           |
| --------------- | ----------------- |
| Technische staf |                   |
| Aimé Anthuenis  | Bondscoach        |
| Eddy Snelders   | Assistent-trainer |
| Jacky Munaron   | Keeperstrainer    |

## Uitrustingen
Sportmerk: Nike
| Thuis | Uit | Doelman | Doelman |

## Doelpuntenmakers
| Naam             | Goals | GW |
| ---------------- | ----- | -- |
| Wesley Sonck     | 5     | 8  |
| Bart Goor        | 2     | 8  |
| Thomas Buffel    | 1     | 7  |
| Philippe Clement | 1     | 4  |

KBVB · A-internationals · Selecties · Statistieken · Bondscoaches · Belgisch vrouwenelftal · Olympisch elftal · België U21 · België U20 · België U19 · België U18 · België U17 · België U16 · Vrouwen U19 · Vrouwen U17
Albanië ·
Algerije ·
Andorra ·
Argentinië ·
Armenië ·
Australië ·
Azerbeidzjan ·
Bosnië en Herzegovina · 
Brazilië ·
Bulgarije ·
Burkina Faso ·
Canada ·
Chili ·
Colombia ·
Costa Rica ·
Cyprus ·
DDR ·
Denemarken ·
Duitsland ·
Egypte ·
El Salvador ·
Engeland ·
Estland ·
Faeröer ·
Finland ·
Frankrijk ·
Gabon ·
Gibraltar ·
Griekenland ·
Hongarije ·
Ierland ·
IJsland ·
Irak ·
Israël ·
Italië ·
Ivoorkust ·
Japan ·
Joegoslavië ·
Kazachstan ·
Kroatië · 
Letland ·
Litouwen ·
Luxemburg ·
Malta ·
Marokko ·
Mexico ·
Montenegro · 
Nederland ·
Noord-Ierland ·
Noord-Macedonië ·
Noorwegen ·
Oekraïne ·
Oostenrijk ·
Panama · 
Paraguay ·
Peru ·
Polen ·
Portugal ·
Qatar ·
Roemenië ·
Rusland ·
San Marino ·
Saoedi-Arabië ·
Schotland ·
Servië ·
Servië en Montenegro ·
Slovenië ·
Slowakije ·
Sovjet-Unie ·
Spanje ·
Tsjechië ·
Tsjecho-Slowakije ·
Tunesië · 
Turkije · 
Uruguay · 
Verenigde Staten · 
Wales · 
Wit-Rusland ·
Zambia · 
Zuid-Korea · 
Zweden · 
Zwitserland
Algerije (2014) ·
Argentinië (2014) · 
Brazilië (2018) · 
Canada (2022) · 
Denemarken (2021) · 
Engeland (2018, 1) · 
Engeland (2018, 2) · 
Finland (2021) · 
Frankrijk (1904) ·
Frankrijk (2018) · 
Ierland (2016) · 
Italië (2016) · 
Italië (2021) · 
Japan (2018) · 
Kroatië (2022) · 
Marokko (2022) · 
Nederland (1985) · 
Panama (2018) ·
Polen (1982) · 
Portugal (2021) · 
Rusland (2014) · 
Rusland (2021) · 
Sovjet-Unie (1982) · 
Tunesië (2018) · 
Verenigde Staten (2014) ·
West-Duitsland (1980) · 
Zuid-Korea (2014)